# Кіпсел (міфологія)
Кіпсел (грец. Κύψελος) — син Епіта, з роду Аркада. Був володарем Аркадії, коли на Пелопоннес повернулися Геракліди. За одного з них — Кресфонта Кіпсел віддав свою дочку Меропу, чим урятував країну від навали дорян.